# Иван Павлов
Иван Петрович Павлов (рус. Иван Петрович Павлов; 14. септембар 1849 — 27. фебруар 1936) био је руски лекар и научник. Павлов је оснивач Института за експерименталну медицину и добитник Нобелове награде за медицину 1904. године. Његова теорија о условним рефлексима снажно је утицала на многе научне дисциплине, посебно на психологију, психијатрију и медицину. Од детињства је показивао своју сјајну интелигенцију, заједно са необичном енергијом коју је називао “инстинкт за истраживањем”. Инспирисан од стране идеја Писарева, најистакнутијег књижевног критичара 1860-их, и Сеченова, оца руске физиологије, Павлов је напустио верску каријеру и одлучио да свој живот посвети науци. 1870. године уписао је физику и математику на Универзитету у Санкт Петербургу. Иван Павлов посветио је живот проучавању физиологије и наука и дошао до неколико запажених открића и идеја које су преношене из генерације у генерацију. Добио је Нобелову награду за физиологију или медицину 1904. године, чиме је постао први руски нобеловац.

## Биографија
Иван Павлов, најстарији од једанаесторо деце, рођен је у Рјазању (данас Средишњи федерални округ). Његов отац, Петар Дмитријевич Павлов, био је сеоски свештеник, а мајка, Варвара Ивановна Успенскаја, домаћица. Као дете, Павлов је добровољно учествовао у кућним пословима као што су прање суђа и чување сестара. Волео је да вози бицикл, да плива и игра городки; Павлов је посвећивао лето овим активностима. Иако је знао да чита још са 7 година, Павлов је био тешко повређен када је пао са високог зида на камени плочник, тако да није ишао у школу до једанаесте године.
Павлов је уписао и завршио Рјацаја црквену школу пре уписа на локалну Богословију. Међутим, напустио је богословију без дипломе и уписао се на Санкт Петербуршки Универзитет, одсеке за физику и математику и ишао на курсеве природних наука. На четвртој години студија, његов први истраживачки пројекат о физиологији нерава панкреаса освојио је престижну награду универзитета. 1875, Павлов је завршио курс са изузетним резултатима и добио звање аспиранта природних наука. Међутим, подстакнут својим огромним интересовањем за физиологију, одлучио је да настави своје студије и уписао се на Војномедицинску академију. Док је био на академији, Павлов је постао асистент свог бившег професора, Тајсона, али је напустио ово одељење када је Тајсон био замењен другим инструктором.
Након неког времена, Павлов је добио позицију лаборанта професора Уштимовича на физиолошком одељењу Ветеринарског завода. Наредне две године Павлов је истраживао крвни систем за своју медицинску дисертацију. 1878. године, професор Боткин, познати руски лекар, позвао је талентованог и младог физиолога да ради као начелник физиолошке лабораторије. 1879. Павлов је дипломирао на Медицинској Војној академији освојивши златну медаљу за свој истраживачки рад. Након прегледавања комисије, Павлов је освојио стипендију за Академију за постдипломски рад. Стипендија и његова позиција директора физиолошке лабораторије истакнутог руског лекара, Боткина, омогућили су Павлову да настави свој истраживачки рад. Године 1883. представио је своју докторску тезу на тему „Центрифугални нерви срца“ и изнео идеју о нервизму и основним принципима трофичке функције нервног система. Осим тога, његова сарадња са Боткин клиником израдила је доказ о основном обрасцу у регулацији рефлекса у активности крвотока органа.

## Утицаји
Писарев га је инспирисао да напусти православно образовање и започне научну каријеру, док је књижевни критичар и заговорник природних наука у то време, Сеченов, руски физиолог, описан од стране Павлова као “отац физиологије”.

## Каријера
Након докторирања, Павлов је отишао у Немачку где је студирао у Лајпцигу са Карл Лудвигом у Хајденхајн лабораторијама у Вроцлаву. Тамо је остао од 1884. до 1886. У Хајденхајну је студирао варење код паса, користећи спољашњи део стомака. Међутим, Павлов је усавршио технику превазилажењем проблема одржавања спољног напајања нерава. Спољни део постао је познат као Хајденхајн или Павлова торба. Након две године Павлов се вратио из Немачке у потрази за новом позицијом. Његов захтев за председником физиологије на Универзитету у Санкт Петербургу био је одбијен. Ипак, Павлов је добио место шефа фармакологије на Томск Универзитету, а онда и на Варшавском Универзитету. Међутим, није отишао ни на једно од ових места. 1890. је добио посао професора фармакологије на Војномедицинској академији и био на овој позицији наредних 5 година. Био је позван на Институт за експерименталну медицину 1891. године да организује и руководи Институтом за физиологију. У наредних 45 година, овај институт постао је један од најзначајнијих физиолошких центара истраживања. Док је Павлов руководио одељењем физиологије на Институту добио је место шефа физиологије на Војномедицинској академији. Ова промена позиције на Академији десила се 1895. Био је на челу одељења физиологије на Академији непрестано три деценије. Такође, почевши од 1901, Павлов је номинован за Нобелову награду из физиологије или медицине четири узастопне године. Међутим, није их освојио јер његове номинације нису биле везане специјално за неко откриће и биле су базиране на различитим лабораторијским проналасцима. 1904, Павлов је био награђен Нобелом у знак признања за рад на физиологији варења, кроз који је знање о виталним аспектима предметима трансформисано и проширено.
Док је био на Институту за експерименталну медицину вршио је своје класичне експерименте на жлездама за варење. Павлов је истраживао функцију желуца код паса, а касније и деце, узимањем и анализирањем пљувачке тако да би касније могао да сакупља, мери и анализира пљувачку и истражи како ће реаговати на храну под различитим условима. Приметио је да пси имају тенденцију да балаве пре него што је храна заиста у њиховим устима и кренуо је да истражи ово “психичко лучење”, како га је он назвао. Павлова лабораторија била је смештена у свеобухватној одгајивачници експерименталних животиња. Павлов је био заинтересован за посматрање њихових дугорочних физиолошких процеса. То је захтевало одржавати их живим и здравим у циљу спровођења хроничних експеримената, како их је звао. То су експерименти дизајнирани да временом разумеју нормалне функције животиња. Ово је била нова врста истраживања, јер су претходно експерименти били “акутни”, што значи да је пас пролазио кроз вивисекцију и након експеримента био мртав.
1921. чланак Моргулиса у часопису Сајенс написан је као критика Павловог рада у коме је он изразио забринутост због окружења у ком су извршавани експерименти. На основу извештаја Велса, који је тврдио да Павлов у лабораторији узгаја кромпир и шаргарепу, у чланку је писало: „Радује ме што сам се уверио да професор Павлов у својој лабораторији узгаја кромпир само из разбибриге и и даље даје све најбоље од своје генијалности за научно истраживање“. Такође, Павлов је од 1921. почео да одржава лабораторијске састанке познате као “окупљања средом” где је отворено говорио о многим темама, укључујући и своје ставове о психологији. Ови састанци су трајали све док није умро, до 1936. године.
Павлов је био високо цењен од стране совјетске владе и могао је неометано да истраживања све док није ушао у озбиљне године. Похвалио га је и Лењин. Међутим, упркос похвали од стране совјетске владе, новац који му је био потребан да финансира своју лабораторију, и који му је и дат, он није презао да изрази незадовољство и презир према совјетском комунизму. На пример, 1923. тврдио је да не би жртвовао ни задњу ногу жабе за такву врсту друштвеног експеримента као што је режим који влада у Русији. Такође, 1927. је писао Стаљину протестујући због онога што је урађено Руским интелектуалцима и рекао да га је срамота што је Рус. Након убиства Сергеја Кирова 1934, Павлов је написао Молотову критикујући масовне прогоне и тражећи преиспитивање случајева који се односе на неколико људи које је лично познавао.
Свестан до последњег тренутка, Павлов је упитао једног од својих ученика да седне поред његовог кревета и забележи околности под којима ће он умрети. Желео је да створи јединствене доказе о субјективним искуствима ове фазе живота. Павлов је умро од двоструке упале плућа у 86. години. Грандиозно је сахрањен, а његове студије и лабораторија су сачуване као музеј у његову част.